# Elisabeth Karlan
Elisabeth Karlan (* 17. November 1904 in Wien; † 9. Januar 1973 ebenda) war eine österreichische Schauspielerin bei Bühne, Film und Fernsehen.

## Leben und Wirken
Die gebürtige Wienerin arbeitete in jungen Jahren als Schneiderin. Später wurde Elisabeth Karlan von Hans Naderer zur Wiener Volksbühne geholt. Am Theater avancierte sie als Volksschauspielerin in komischen Rollen. Karlan gab auch Gastspiele, trat im Hörfunk sowie in Kino- wie Fernsehfilmen auf. Dort spielte sie, vor allem seit den frühen 1960er Jahren, überwiegend Großmütter-Rollen in der Tradition der „komischen Alten“. Elisabeth Karlan war seit 1955 Mitglied der Löwinger-Bühne Wien, der sie bis zum Zeitpunkt ihres Todes angehörte.

## Filmografie
- 1950: Das vierte Gebot
- 1951: Der fidele Bauer
- 1954: Der erste Kuß
- 1961: Das Mädchen mit dem Zucker (TV)
- 1961: Eine mondäne Frau (TV)
- 1962: Auf Frauen schießt man nicht (TV)
- 1962: Die drei Dorfheiligen (TV)
- 1963: Ehestreik (TV)
- 1964: Das vierte Gebot (TV)
- 1965: 's Herz in der Lederhos'n (TV)
- 1966: Aufruhr im Bäckerladen (TV)
- 1967: Angelika schafft Ordnung (TV)
- 1967: Der Jäger vom Fall (TV)
- 1967: Der Heiratsgegner (TV)
- 1969: Liebe durch die Hintertür
- 1969: St. Pauli in St. Peter (TV)
- 1970: Der Ehestreik (TV)
- 1970: Die späte Heirat (TV)
- 1970: Die verlorene Hochzeitsnacht (TV)
- 1971: Vinzenz, warum tust du das? (TV)
- 1972: Wer war es (TV)
- 1972: Emil, der Seitenspringer (TV)
- 1972: Alles, nur nicht heiraten (TV)
- 1973: Hallo – Hotel Sacher … Portier! (zwei Folgen)